# Scorpis aequipinnis
Scorpis aequipinnis és una espècie de peix pertanyent a la família dels kifòsids.

## Descripció
- Pot arribar a fer 40 cm de llargària màxima.[5][6]

## Alimentació
Menja zooplàncton.

## Hàbitat
És un peix marí, demersal i de clima temperat.

## Distribució geogràfica
Es troba a l'Índic oriental: Austràlia (el sud d'Austràlia Occidental, Austràlia Meridional, Victòria i Tasmània).

## Observacions
És inofensiu per als humans.